# Technomyrmex menozzii
Technomyrmex menozzii is een mierensoort uit de onderfamilie van de Dolichoderinae. De wetenschappelijke naam van de soort is voor het eerst geldig gepubliceerd in 1936 door Donisthorpe.